# Robert Koldewey
Johannes Gustav Eduard Robert Koldewey (Blankenburg am Harz, 1855. szeptember 10. – Berlin, 1925. február 4.) német régész. Korszakának egyik legjelentősebb terepi régésze, és a modern történelmi épületkutatás atyja.

## Élete
Hermann Koldewey vámtisztviselő és felesége Doris Koldewey fia. Apja testvére volt Carl Koldewey (1837-1908), az ismert sarkvidék-kutató. Robert iskoláit Brunswickben kezdte, 1869-től Altonában laktak. Építészi tanulmányai közben régészetet és művészettörténetet is hallgatott Berlinben, Münchenben és Bécsben. Köztisztviselő lett Hamburgban. Itt ismerte meg Franz Andreas Meyert, a híres Eduard Meyer régész nagybátyját.

## Első régészeti munkái
1882-ben tanulmányútra utazott Asszoszba, a Földközi-tenger északi partvidékére. 1885-ben kapott megbízást a Német Nemzeti Régészeti Intézettől a leszboszi ásatásokra, 1892-1893-ban a Folyamközben utazgatott.
1894-ben tiszteletbeli doktora lett a Freiburgi Egyetemnek.

## Babilon
Az 1897-1898-as téli ásató szezonban Eduard Sachau orientalista részvételével Mezopotámia műemlékeit vizsgálta. Részt vett Assur, Uruk, Ninive, Larsza és Babilon feltárásában. Eredményei alapján II. Vilmos porosz király és a Német Keleti Társaság finanszírozta tevékenységét.
1898-ban ötéves megbízást kapott, ami végül 1917-ig tartott, amíg a brit csapatok bevonultak Irakba. 1921-ig Berlinben a 19 éves ásatás eredményeit rendezte, majd haláláig a német múzeumok kiállításait szervezte.
1925-ben hosszú, súlyos betegség után halt meg. Carl Schuchhardt régész a Heinrich Schliemann nevével fémjelzett nagy német régésznemzedék kihalásáról beszélt a halála alkalmából írt nekrológjában.